# Zeytinbeli
Zeytinbeli ist ein Ortsteil (Mahalle) im Landkreis Yumurtalık der türkischen Provinz Adana mit 1.345 Einwohnern (Stand: Ende 2024). Im Jahr 2011 zählte Zeytinbeli 1.593 Einwohner.